# Папа (песня Анны Плетнёвой)
«Папа» — 6-я песня с дебютного студийного сольного альбом певицы Анны Плетнёвой «Сильная девочка», выпущенного в 2018 году.

## Рецензии
- Гуру Кен: «Самой трэшовой новой песней альбома оказалась „Папа“ с телефонно-подобным посвящением умершему в 90-е папе самой Плетневой. Посвящение оказалось не очень почтительным: разудалый веселый гоп-трэш, инфантильно-развратные интонации с требованиями к папе отпустить к какому-то парню, которого „я так хочу“… Что это было и как это развидеть и „разслушать“??».[1]
- Алексей Мажаев: «В песне „Папа“ вообще происходит что-то непонятное: после слов „в каждом мужчине, которого я встречала на своем пути, я всегда искала тебя, твои черты, твою улыбку, твои глаза. Я никогда не смогу забыть, я буду помнить и продолжать искать всю жизнь“ ждёшь какого-то трогательного посвящения покойному отцу — но вместо этого певица весело и чересчур раскованно предлагает папе „улыбнуться с небес“ и отпустить её к тому, про кого она поёт „я так хочу его“. Здесь г-жа Плетнёва приоткрывает какие-то такие материи „личного и сокровенного“, которые слушателю знать совершенно не хотелось».[2]